# بني ايخلف (بني يخلف)
بني يخلف هي إحدى مشيخات المملكة المغربية، تتبع جغرافيا لعمالة المحمدية وإداريًا لبني يخلف. يقدر عدد سكانها بـ 18233 نسمة حسب الإحصاء الرسمي للسكان والسكنى لسنة 2004.